# Darbas
Darbas – wieś w Armenii, w prowincji Sjunik. W 2011 roku liczyła 556 mieszkańców.